# Jorge Amado
Jorge Amado OMC • GOSE • GOIH • CBJM (Itabuna, 10 de agosto de 1912 – Salvador, 6 de agosto de 2001) foi um dos mais famosos e traduzidos escritores brasileiros de todos os tempos, sendo o autor mais adaptado para o cinema, teatro e televisão. É responsável por sucessos como Dona Flor e Seus Dois Maridos, Tenda dos Milagres, Tieta do Agreste, Gabriela, Cravo e Canela e Capitães da Areia. Sua obra literária – 49 livros, ao todo – também já foi tema de escolas de samba por todo o território nacional, sendo traduzida para 80 países, em 49 idiomas, bem como em braille e em fitas gravadas para deficientes visuais.
Integrou os quadros da intelectualidade comunista brasileira desde o final da primeira metade do século XX – ideologia presente em várias obras, da saga política Os Subterrâneos da Liberdade à biografia O Cavaleiro da Esperança (sobre o revolucionário Luís Carlos Prestes), passando pela retratação dos moradores do trapiche baiano em Capitães da Areia. Filiado ao Partido Comunista Brasileiro (PCB), por ele foi eleito deputado federal em 1946, tendo seu mandato cassado quando a legenda foi posta na ilegalidade pelo governo do presidente Gaspar Dutra.
Jorge Amado foi superado, em número de vendas, apenas por Paulo Coelho, mas em seu estilo, o romance ficcional, não há paralelo no Brasil. Em 1994, a sua obra foi reconhecida com o Prêmio Camões, a mais prestigiada láurea da literatura lusófona.

## Biografia

### Infância
Nascido em uma fazenda que ficava em Ferradas, um antigo distrito da recém emancipada Itabuna, Jorge Amado logo migraria para viver na cidade de Ilhéus por causa de uma forte enchente do Rio Cachoeira e por causa do surto de varíola e de gripe espanhola que sucedeu naquela parte do chão grapiúna, mas, foi registrado no cartório do povoado de Ferradas, como filho mais velho do Coronel João Amado de Faria e de sua esposa Eulália Leal. Teve outros três irmãos: Jofre, Joelson e James, único nascido em Ilhéus.
Foi justamente na sede da antiga capitania de São Jorge dos Ilhéus que Jorge passou parte de sua infância, por isso, muitos atribuem seu local de nascimento a cidade que serviu de cenário para os romances e novelas  da temática do cacau.[carece de fontes?]

### Juventude

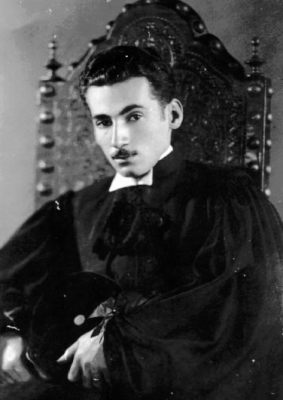
Bacharel em direito, 1935, mas nunca exerceu a profissão de advogado

Já adolescente, aos 14 anos, começou efetivamente a participar da vida literária, em Salvador. Foi um dos fundadores da "Academia dos Rebeldes", grupo de jovens que desempenhou um importante papel na renovação da literatura baiana. Os seus trabalhos eram publicados em revistas fundadas por eles mesmos.

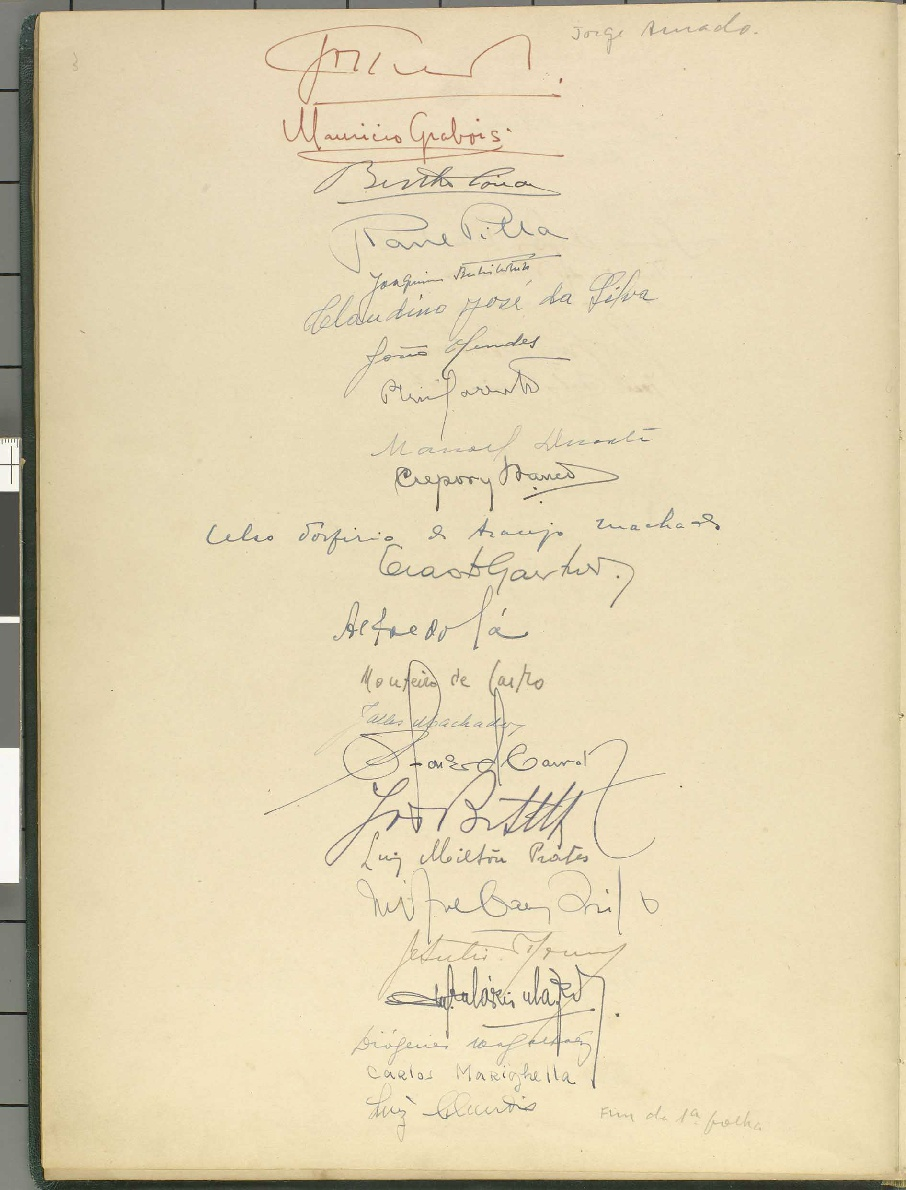
Assinatura de Jorge Amado na promulgação da Constituição da República dos Estados Unidos do Brasil de 1946, a primeira de cima para baixo

Foi para o Rio de Janeiro, então a capital do Brasil, para estudar na Faculdade de Direito da Universidade do Rio de Janeiro, atual Faculdade Nacional de Direito da Universidade Federal do Rio de Janeiro (UFRJ). Durante a década de 1930, a faculdade era um polo de discussões políticas e de arte, tendo ali travado seus primeiros contatos com o movimento comunista organizado. Tornou-se um jornalista, e envolveu-se com a política ideológica comunista, como muitos de sua geração.[carece de fontes?]

### Carreira política
Em 1946 foi eleito deputado federal pelo Partido Comunista Brasileiro (PCB) em São Paulo, o que lhe rendeu fortes pressões políticas. Como deputado, foi o autor da emenda que garantiu a liberdade religiosa devido a ter visto o sofrimento dos que seguiam cultos africanos bem como protestantes no Ceará serem saqueados por fanáticos com uma cruz à frente – buscou assinaturas até conseguir a aprovação da sua emenda, e desde então a liberdade religiosa tornou-se lei.
A sua obra é uma das mais significativas da moderna ficção brasileira, sendo voltada essencialmente às raízes nacionais. São temas constantes nela os problemas e injustiças sociais, o folclore, a política, as crenças, as tradições e a sensualidade do povo brasileiro, contribuindo assim para a divulgação deste aspecto do mesmo.
Era primo do advogado, escritor, jornalista e diplomata Gilberto Amado, de Gilson Amado, fundador da TV Educativa e da atriz Véra Clouzot.

Foi casado com a também escritora Zélia Gattai, a qual o sucedeu em 2002 na cadeira 23 da Academia Brasileira de Letras. Com ela, teve dois filhos: João Jorge (nascido em 25 de novembro de 1947) e Paloma Jorge (nascida em 19 de agosto de 1951). Teve ainda outra filha, Eulália Dalila Amado (nascida em 1935, que morreu precocemente quando tinha apenas 14 anos, em 1949), fruto de um casamento anterior com Matilde Garcia Rosa.

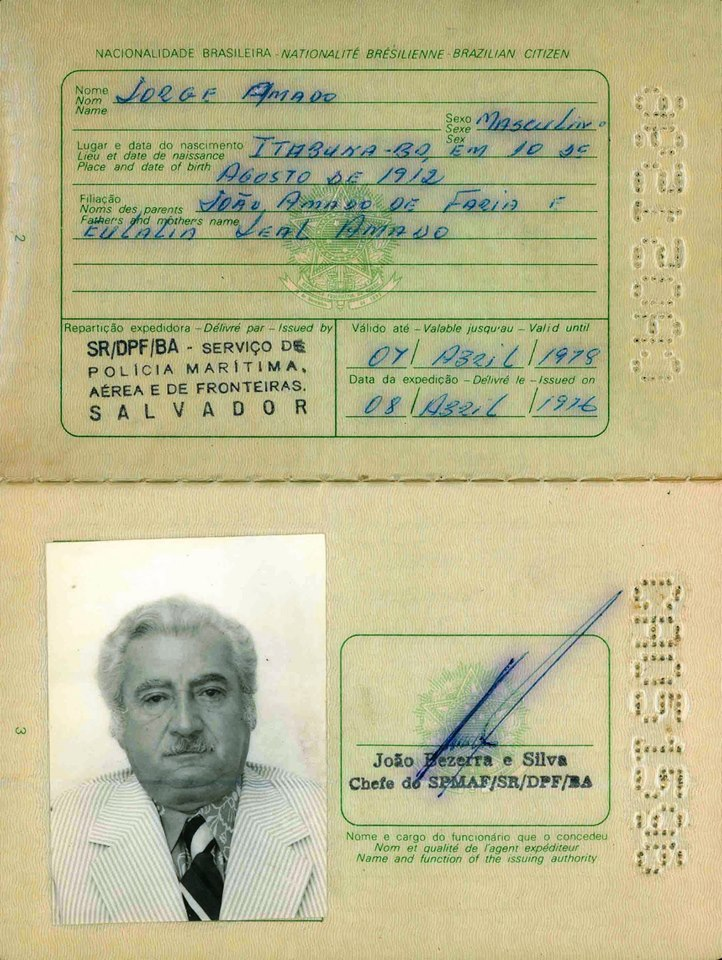
Passaporte de Jorge Amado

Viveu exilado na Argentina e no Uruguai (1941 a 1942), em Paris (1948 a 1950) e em Praga (1951 a 1952). Como um escritor profissional, viveu quase que exclusivamente dos direitos autorais de seus livros.
Durante o exílio na União Soviética, foi vigiado tanto pela CIA, quanto pelos serviços de segurança soviéticos.
Desligou-se do PCB em 1956, depois das denúncias de Nikita Khruchev contra Josef Stalin no 20º Congresso do Partido Comunista da União Soviética.
Em 1958 publicou Gabriela, Cravo e Canela, que representou um momento de mudança na produção literária do autor que até então abordava temas sociais. Nesta segunda fase faz uma crônica de costumes, marcada por tipos populares, poderosos coronéis e mulheres sensuais. Além de Gabriela, Cravo e Canela, os romances Dona Flor e seus dois maridos e Tereza Batista cansada de guerra são representativos desta fase. Apesar do "turning-point" na obra, não deixou de ser publicado na URSS.

Jorge Amado em 1972

Publicada pela primeira vez em 1966, a obra Dona Flor e seus dois maridos é considerada uma crônica de costumes da vida baiana. Regida sob a inspiração do realismo fantástico, a história mostra D. Flor como uma mulher que consegue realizar a fantasia de levar para a cama o marido falecido e o atual ao mesmo tempo. O primeiro, um malandro; o segundo, exatamente o seu contrário - só assim D. Flor sente-se realmente completa e feliz. O livro é pontuado de receitas culinárias, ritos de candomblé e exemplos de uma contradição que tão bem retrata o Brasil: o convívio do sério com o irresponsável, o prazer e o dever, a regra e o “jeitinho”. Sucesso editorial, D. Flor se tornou uma das mais populares personagens da literatura nacional.
Na década de 1990, porém, viveu forte tensão e expectativa de um grande baque nas economias pessoais, com a falência do Banco Econômico, onde tinha suas economias. Não chegou porém a perder suas economias, já que o banco acabou sofrendo uma intervenção do Governo.
Com a saúde debilitada havia alguns anos, morreu em 6 de agosto de 2001 devido a uma parada cardiorrespiratória. Em junho do mesmo ano, já havia sido internado por causa de uma crise de hiperglicemia. O corpo de Jorge Amado foi cremado e suas cinzas enterradas em sua casa no bairro do Rio Vermelho, em Salvador. As cinzas de Zélia também estão depositadas no mesmo local, quando morreu em 2008. Hoje funciona no local a Casa do Rio Vermelho, expondo lembranças da vida do casal de escritores.
Uma das suas obras é o O Gato Malhado e a Andorinha Sinhá que foi feita para o seu filho João Jorge, quando este completou um ano de idade. O texto andou perdido e só em 1978 conheceu a sua primeira edição, depois de ter sido recuperado pelo seu filho e levado a Carybé para ilustrar.
Era amigo e um grande admirador de Antônio Carlos Magalhães, um dos políticos mais emblemáticos da Bahia, com quem tinha uma relação afetuosa.

## Crenças e estilo literário

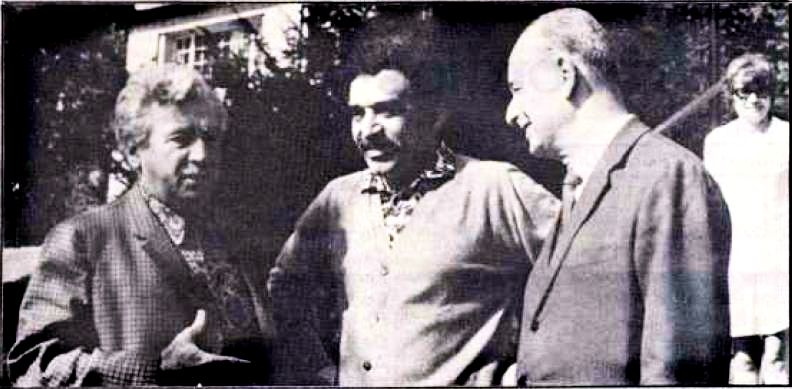
Jorge Amado (esquerda) com Gabriel García Márquez (centro) e Adonias Filho (direita)

Mesmo dizendo-se materialista, Jorge Amado era um praticante da Umbanda e do Candomblé – religião esta última na qual exercia o posto de honra de Obá de Xangô no Ilê Axé Opô Afonjá, do qual muito se orgulhava. Amigos que Amado prezava no Candomblé eram as mães-de-santo Mãe Aninha, Mãe Senhora, Mãe Menininha do Gantois, Mãe Stella de Oxóssi, Mãe Olga do Alaqueto, Mãe Mirinha do Portão, Mãe Cleusa Millet, Mãe Carmem e o pai-de-santo Luís da Muriçoca.
Como Érico Veríssimo, Rachel de Queiroz, José Américo de Almeida, José Lins do Rego e Graciliano Ramos, Amado representava o modernismo regionalista (segunda geração do modernismo).
Em sua atuação literária apresentou duas fases distintas: primeiramente de claro cunho social e político, que podem ser vistas em obras como O País do Carnaval, Cacau, Suor, Jubiabá, Capitães de areia e Os subterrâneos da liberdade, entre outras. Já em obras como Gabriela, cravo e canela, Dona Flor e Seus Dois Maridos, Tenda dos milagres, Tereza Batista cansada de guerra e Tieta do Agreste, pode-se ver um aspecto mais regionalista, segundo opinião do professor, crítico e historiador de literatura brasileira Alfredo Bosi:
Na última fase abandonam-se os esquemas da literatura ideológica que nortearam os romances de 30 e de 40; e tudo se dissolve no pitoresco, no 'saboroso', no 'gorduroso', no apimentado do regional.— 

## Traduções das obras
A obra de Jorge já foi editada em 55 países, e vertida para 50 idiomas: albanês, alemão, árabe, armênio, azeri, basco, búlgaro, catalão, chinês, coreano, croata, dinamarquês, eslovaco, esloveno, espanhol, esperanto, estoniano, finlandês, francês, galego, georgiano, grego, guarani, hebraico, holandês, húngaro, iídiche, inglês, islandês, italiano, japonês, letão, lituano, macedônio, moldávio, mongol, norueguês, persa, polonês, romeno, russo (também três em braille), sérvio, sueco, tailandês, tcheco, turco, turcomano, ucraniano e vietnamita.[carece de fontes?]

## Prêmios, títulos e homenagens

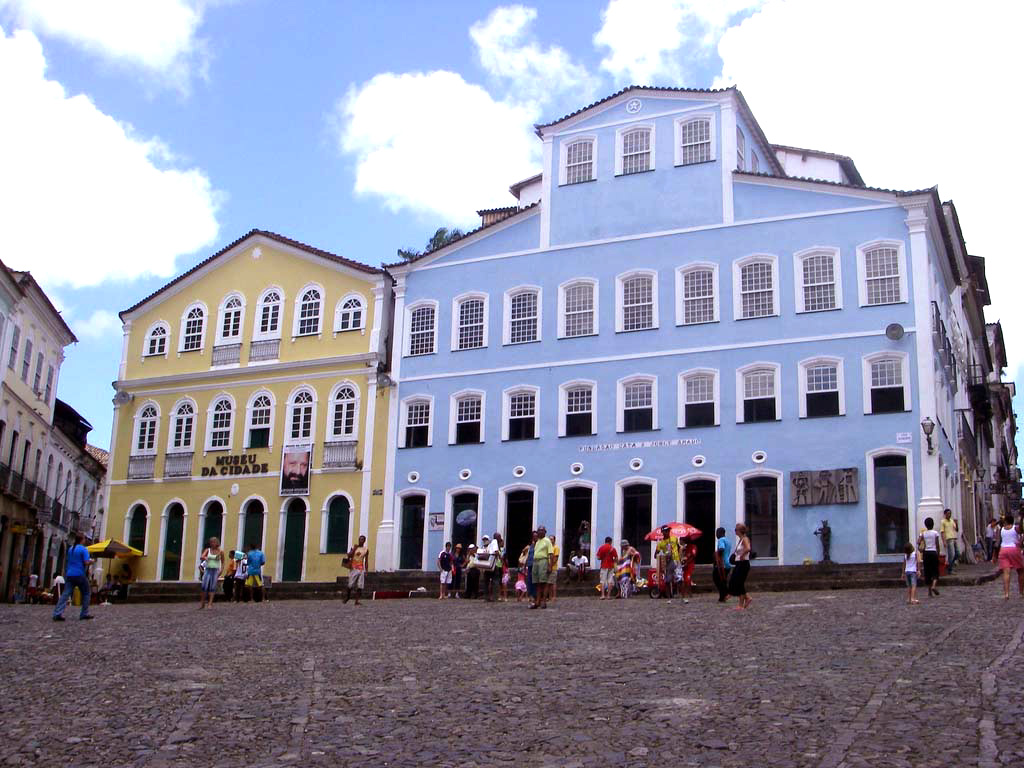
A Fundação Casa de Jorge Amado (à direita, em azul) no Largo do Pelourinho em Salvador

O escritor recebeu vários prêmios nacionais e internacionais. Recebeu também graus de Comendador e de Grande-Oficial, nas ordens da Argentina, Chile, Espanha, França, Portugal e Venezuela, Grande-Oficial da Ordem Militar de Sant'Iago da Espada de Portugal a 8 de março de 1980 e Grande-Oficial da Ordem do Infante D. Henrique a 14 de julho de 1986, além de ter sido feito Doutor Honoris Causa por mais de dez universidades no Brasil, Itália, Israel, França e Portugal. O título de Doutor pela francesa Sorbonne foi o último que recebeu em pessoa durante sua derradeira viagem a Paris em 1998, quando já estava doente.
Foi membro correspondente da Academia de Ciências e Letras da República Democrática da Alemanha; da Academia das Ciências de Lisboa; da Academia Paulista de Letras; e membro especial da Academia de Letras da Bahia.
Em 1961 foi lançado, o livro "Jorge Amado - 30 Anos de Literatura".
Em 1967, a União Brasileira de Escritores (UBE) fez a proposta ao comitê do Prémio Nobel indicado Amado a concorrer ao Nobel de Literatura, porém o próprio recusou. No ano seguinte, torna a fazer a proposta.
Em 2012, o Correio do Brasil lançou o Selo Jorge Amado 100 anos, em homenagem ao centenário de nascimento do escritor, como também foi homenageado pela escola de samba Imperatriz Leopoldinense com o enredo Jorge, Amado Jorge.
Em 4 de dezembro de 2014 recebeu (post mortem) da Assembleia Legislativa da Bahia a Comenda de Cidadão Benemérito da Liberdade e da Justiça Social João Mangabeira, em razão de sua trajetória em defesa dos interesses sociais, a mais alta honraria do Estado.
Em 2017 foi homenageado pela ciência brasileira ao ter seu nome dado inspiração para batizar uma nova espécie de anfíbio descoberta no território brasileiro, a Phyllodytes amadoi.

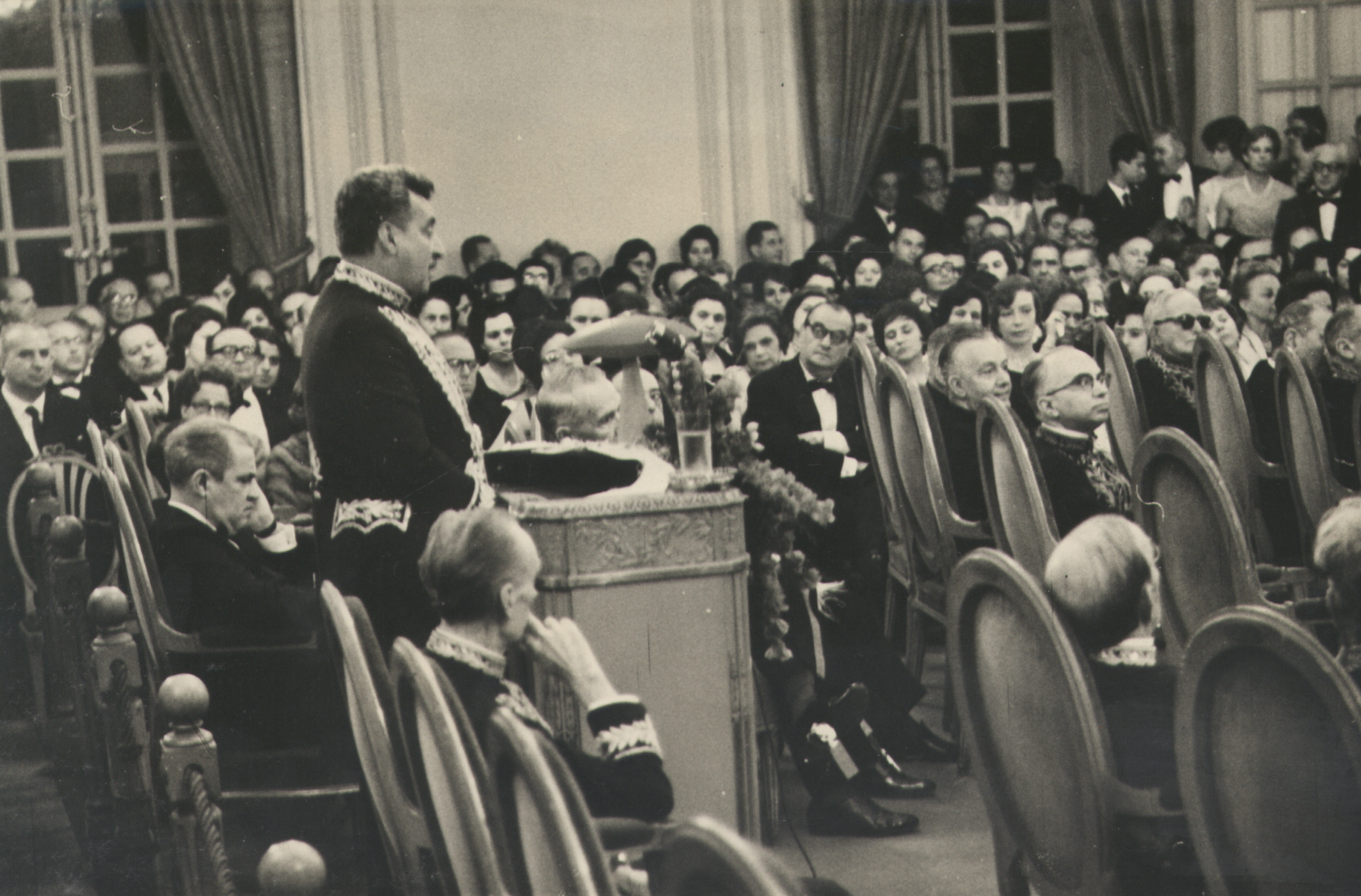
Posse de Jorge Amado na Academia Brasileira de Letras, 1961 (Arquivo Nacional)

## Academia Brasileira de Letras
Jorge Amado foi eleito para a Academia Brasileira de Letras (ABL) em 6 de abril de 1961, ocupando a cadeira 23, cujo patrono é José de Alencar e que pertencia anteriormente a Otávio Mangabeira. De sua experiência acadêmica bem como para retratar os casos dos imortais da ABL, publicou Farda, fardão, camisola de dormir numa alusão clara ao formalismo da entidade e à senilidade de seus membros da época.

## Cartas
São mais do que 100 000 páginas em processo de catalogação as cartas trocadas com gente do mundo inteiro, guardadas em um acervo isolado de sua fundação. A doação foi entregue com uma ressalva, por escrito: "Jorge escreveu que somente cinquenta anos após sua morte esse material devia ser aberto ao público", segundo a poeta Myriam Fraga, que dirige a casa desde sua criação há vinte anos.
De relatos sobre livros e obras de arte a fatos do cotidiano, correspondeu-se com grandes escritores, poetas e intelectuais de seu tempo: Graciliano Ramos, Érico Veríssimo, Mário de Andrade, Carlos Drummond de Andrade, Monteiro Lobato e Gilberto Freyre, entre tantos outros brasileiros; Pablo Neruda, Gabriel García Márquez e José Saramago, entre tantos outros estrangeiros. No campo da política, a correspondência se estabeleceu com nomes os mais variados como: Juscelino Kubitschek, François Mitterrand e Antônio Carlos Magalhães.

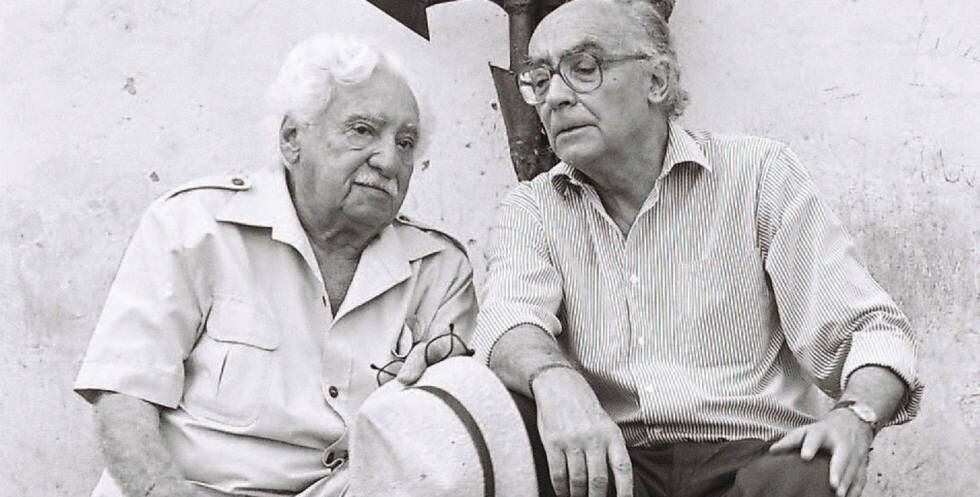
Jorge Amado e o Prêmio Nobel de Literatura português, José Saramago na Bahia

Especificamente sobre sua amizade com José Saramago, foi uma amizade da velhice. O baiano, com 80 anos completos, e o português com 10 a menos. Durante cinco anos, entre 1992 e 1997, os dois escritores trocaram cartas e faxes para comentar suas crises literárias e de saúde, próprias da idade e da profissão. Paloma, filha do brasileiro, e Ricardo Viel, da Fundação José Saramago, organizaram aquela relação epistolar e selecionaram as cartas incluídas no livro Jorge Amado/José Saramago – Com o Mar por Meio.
As cartas mostram como o escritor recebia os mais imprevistos pedidos bem como apresentava pessoas umas às outras em época em que era intenso o diálogo via postal. A correspondência pessoal de Jorge Amado pode oferecer inestimável fonte de pesquisa.
Alguns trechos retirados de reportagem exclusiva, por Josélia Aguiar, à Revista Entre Livros - Ano 2 - nº 16:
- De Gláuber Rocha, sem data, sobre a nova película (A idade da terra, de 1980). "Comecei o dia chorando a morte de Clarice (Lispector)", inicia assim a carta para adiante falar sobre o novo filme: "Está sendo feito como você escreve um romance. Cada dia filmo de dois a sete planos, com som direto, improvisado a partir de certos temas. (…) Estou, enfim, tendo a sensação de 'escrever com a câmera e com o som', tentando um caminho que fundiu a cuca do Jece (Valadão, ator) (…)".
- Mário de Andrade, logo após ler Mar morto, em 1936, elogia o que chama de "realidade honesta" e a "linda tradição de meter lirismo de poesia na prosa": "Acaba de se doutorar em romance o jovem Jorge Amado, grande promessa do mundo intelectual".
- Monteiro Lobato, também sob forte impressão após ler Mar morto, 1936: "Li-o com a mesma emoção trágica que seus livros sempre me despertam", e conta que, ao visitar o cais do porto de Salvador, havia "previsto" que a obra seria escrita: "Qualquer dia o Jorge Amado presta atenção e pinta os dramas que devem existir aqui. Adivinhei.".
- Pablo Neruda (em carta breve, com data de 16 de outubro e ano incerto, escrita a mão): "Será que no Brasil eu poderia fazer um ou dois recitais pagos?" (…) "Haverá algum empresário interessado em organizar com seriedade essa turnê?" (…).

Entre outros que faziam parte do círculo de amizades de Jorge Amado vale citar: Federico Fellini, Alberto Moravia, Yves Montand, Jorge Semprún, Pablo Picasso, Oscar Niemeyer, Vinícius de Moraes, Jean-Paul Sartre e Simone de Beauvoir.

## Obras publicadas

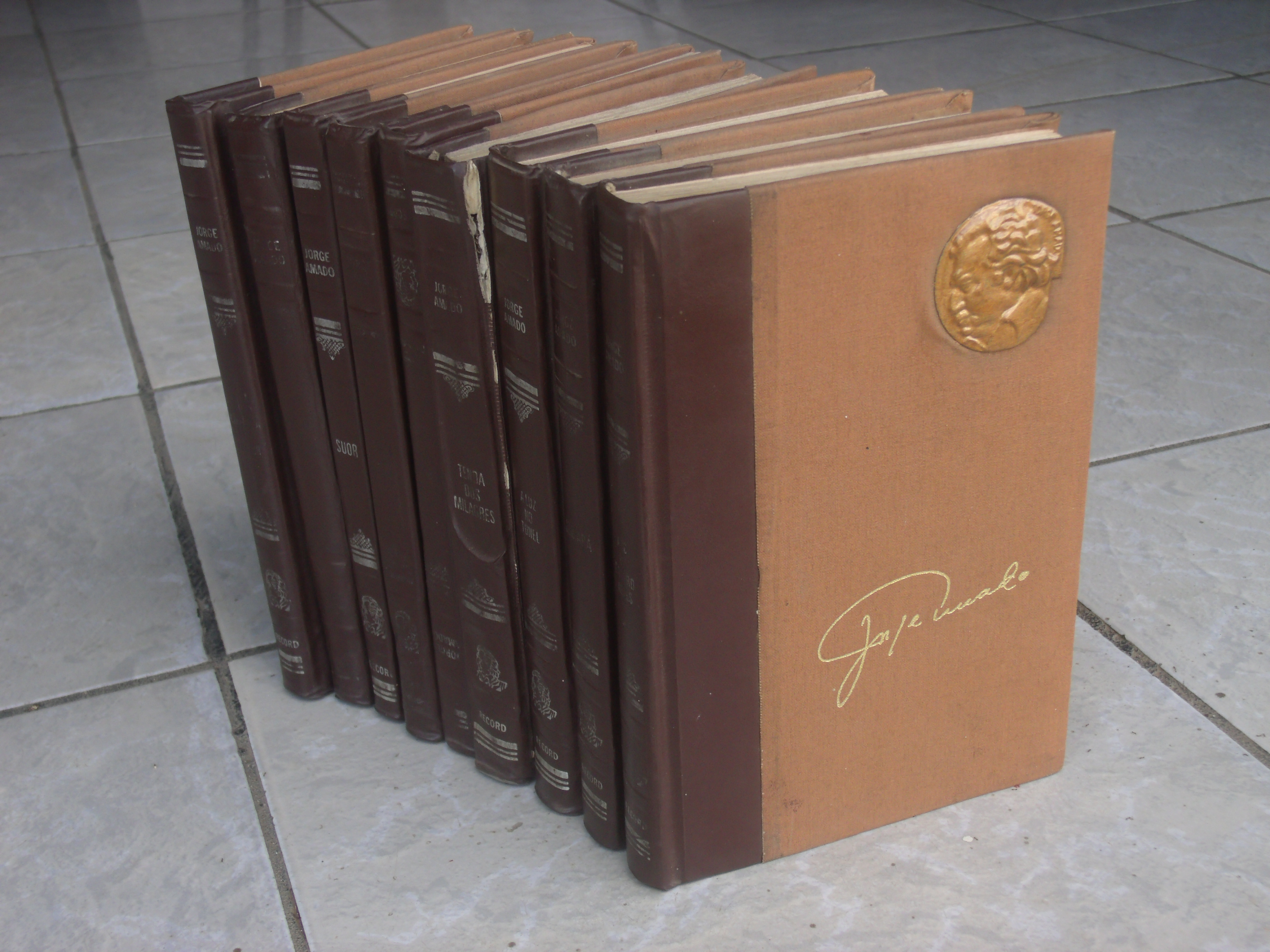
Coleção de obras de Jorge Amado, decorada com o autógrafo e a efígie do autor, publicada em 1983 pela editora Record

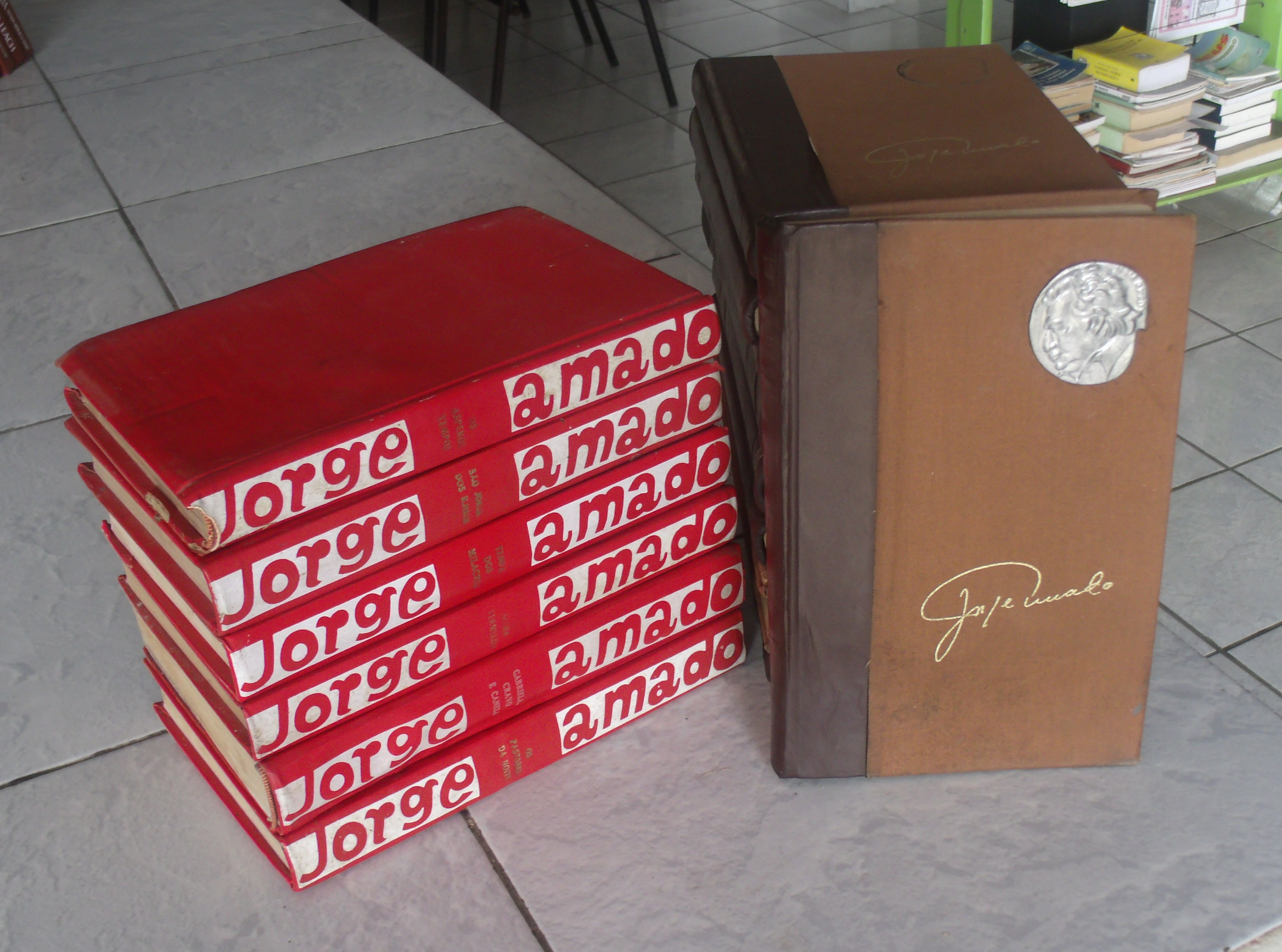
Algumas obras numa biblioteca pública

### Romances
| nº  | Título                                            | Ano  |
| --- | ------------------------------------------------- | ---- |
| 01  | O País do Carnaval                                | 1931 |
| 02  | Cacau                                             | 1933 |
| 03  | Suor                                              | 1934 |
| 04  | Jubiabá                                           | 1935 |
| 05  | Mar Morto                                         | 1936 |
| 06  | Capitães da Areia                                 | 1937 |
| 07  | Terras do Sem-Fim                                 | 1943 |
| 08  | São Jorge dos Ilhéus                              | 1944 |
| 09  | Seara Vermelha                                    | 1946 |
| 10  | Os Subterrâneos da Liberdade                      | 1954 |
| 10A | Os Ásperos Tempos                                 | 1954 |
| 10B | Agonia da Noite                                   | 1954 |
| 10C | A Luz no Túnel                                    | 1954 |
| 11  | Gabriela, Cravo e Canela                          | 1958 |
| 12  | A Morte e a Morte de Quincas Berro d'Água         | 1959 |
| 13  | Os Velhos Marinheiros ou o Capitão de Longo Curso | 1961 |
| 14  | Os Pastores da Noite                              | 1964 |
| 14A | O Compadre de Ogum                                | 1964 |
| 15  | Dona Flor e Seus Dois Maridos                     | 1966 |
| 16  | Tenda dos Milagres                                | 1969 |
| 17  | Tereza Batista Cansada de Guerra                  | 1972 |
| 18  | Tieta do Agreste                                  | 1977 |
| 19  | Farda, Fardão, Camisola de Dormir                 | 1979 |
| 20  | Tocaia Grande                                     | 1984 |
| 21  | O Sumiço da Santa                                 | 1988 |
| 22  | A Descoberta da América pelos Turcos              | 1992 |

### Outras publicações
| Título                                                 | Gênero          | Ano  |
| ------------------------------------------------------ | --------------- | ---- |
| A Estrada do Mar                                       | poesia          | 1938 |
| ABC de Castro Alves                                    | biografia       | 1941 |
| O Cavaleiro da Esperança                               | biografia       | 1942 |
| Bahia de Todos os Santos                               | crônica         | 1944 |
| História do Carnaval                                   | conto           | 1945 |
| O Amor do Soldado                                      | teatro          | 1947 |
| O Mundo da Paz                                         | viagens         | 1951 |
| Do Jogo de Dados e dos Rígidos Princípios              | conto           | 1962 |
| As Mortes e o Triunfo de Rosalinda                     | conto           | 1965 |
| O Gato Malhado e a Andorinha Sinhá                     | infanto-juvenil | 1976 |
| O Milagre dos Pássaros                                 | conto           | 1979 |
| O Menino Grapiúna                                      | memórias        | 1981 |
| O Episódio de Siroca                                   | conto           | 1982 |
| A Bola e o Goleiro                                     | infanto-juvenil | 1984 |
| O Capeta Carybé                                        | biografia       | 1986 |
| De Como o Mulato Porciúncula Descarregou o seu Defunto | conto           | 1989 |
| Navegação de Cabotagem                                 | memórias        | 1992 |
| Hora da Guerra                                         | crônica         | 2008 |

Em 1995, iniciou-se o processo de revisão da obra do escritor por sua filha Paloma e os livros ganharam novo projeto gráfico. Atualmente, os direitos pertencem a editora Companhia das Letras, que está relançando todos os seus livros.

### Adaptações
Muitas de suas obras foram adaptadas para cinema, TV, teatro, rádio e histórias em quadrinhos.
Em 1960, estreou na TV Tupi uma adaptação de Gabriela, Cravo e Canela, de Antônio Bulhões de Carvalho e dirigida por Maurício Sherman. Em 1975, a obra ganhou nova adaptação, de Walter George Durst, na TV Globo; um remake de Gabriela, baseado na telenovela de 1975, foi exibido pela Rede Globo em 2012. O sucesso de Sônia Braga no papel de Gabriela a levaria a repeti-lo na adaptação do romance ao cinema, sob direção de Bruno Barreto, em 1983. Barreto também é responsável pela produção cinematográfica de Dona Flor e seus Dois Maridos, lançada em 1976. Sucesso de bilheteria, o filme foi assistido por mais de dez milhões de espectadores. A obra ainda virou minissérie e peça, ganhando nova versão para o cinema em 2017.
Em 1982 e 1987 estrearam no teatro, respectivamente, Capitães de Areia e O Gato Malhado e a Andorinha Sinhá. A Rede Bandeirantes levou ao ar uma adaptação de Capitães de Areia (que também seria adaptado ao cinema por Cecília Amado em 2011) para a televisão em 1989. No mesmo ano, a Rede Globo estreou a telenovela Tieta, com direção de Reynaldo Boury, Ricardo Waddington, Luiz Fernando Carvalho e Paulo Ubiratan; o romance foi levado ao cinema por Carlos Diegues em 1996.
Entre as outras produções televisivas e cinematográficas adaptadas da obra de Jorge Amado, estão Tenda dos Milagres (levado ao cinema por Nelson Pereira dos Santos em 1977), Jubiabá (realizado pelo mesmo diretor, em 1986), Tereza Batista (trazida às telas pela TV Globo, em 1992) Tocaia Grande (telenovela exibida pela Rede Manchete em 1995), Porto dos Milagres (amálgama de duas obras distintas do escritor, adaptada para telenovela pela TV Globo em 2001) e Pastores da Noite (transformado em minissérie pela TV Globo em 2002).